# Jim Lindberg
Jim Lindberg nació el 26 de julio de 1965 en Hermosa Beach, California, con el nombre James William Lindberg. Es conocido por ser el cantante, compositor y fundador de la banda de punk rock Pennywise desde su creación en el año 1988 hasta 2009, cuando decidió abandonar la banda; y desde octubre de 2012, cuando se produjo su regreso al grupo.

## Biografía
Lindberg fundó Pennywise en 1988 junto a Fletcher Dragge, Jason Thirsk y Byron McMackin, todos ellos compañeros del instituto Hermosa Beach High School.
Debido a la buena amistad que le une con los componentes de Bad Religion (su guitarrista Brett Gurewitz es propietario del histórico sello discográfico de punk rock Epitaph, quienes distribuyen los discos de Pennywise), Lindberg colaboró con ellos en su álbum Stranger than Fiction, y con The Offspring, cantando también en canciones de los álbumes Americana y Splinter.
En agosto de 2009, Jim Lindberg anunció que dejaba Pennywise, tras casi 20 años al frente de la banda. Posteriormente, Lindberg sería reemplazado por el vocalista de Ignite Zoli Téglás.
Tras dejar Pennywise, Jim Lindberg creó en el año 2010 un nuevo proyecto musical llamado The Black Pacific. En esta banda, Jim ocupa el puesto de cantante y guitarrista.
Actualmente, Lindberg está llevando Vans Records, sello discográfico recién creado propiedad de la gigantesca compañía de zapatillas de skate Vans.
En noviembre del año 2012 anunció su vuelta a Pennywise, lanzando en julio de 2014 el nuevo álbum titulado Yesterdays.

## Discografía

### ConPennywise
- Pennywise (1991)
- Unknown Road (1993)
- About Time (1995)
- Full Circle (1997)
- Straight Ahead (1999)
- Live @ the Key Club (2000)
- Land of the Free? (2001)
- From the Ashes (2003)
- The Fuse (2005)
- Reason to Believe (2008)
- Yesterdays (2014)

### ConThe Black Pacific
- The Black Pacific (2010)